# Гусары (Челябинская область)
Гуса́ры — деревня в Уйском районе Челябинской области России. Входит в состав Кидышевского сельского поселения.

## География
Ближайшие населённые пункты: посёлок Бирюковский и деревня Магадеево. Расстояние до районного центра села Уйского 42 км.

## Население
| 2002 | 2010 |
| ---- | ---- |
| 250  | ↘216 |

По данным Всероссийской переписи, в 2010 году численность населения деревни составляла 216 человек (109 мужчин и 107 женщин).

## Улицы
Уличная сеть деревни состоит из 4 улиц.